# Plutos hungriga vargar
Plutos hungriga vargar (engelska: Camp Dog) är en amerikansk animerad kortfilm med Pluto från 1950.

## Handling
Pluto är ute på camping tillsammans med Musse Pigg. De har matsäck med sig som Pluto fått i uppdrag att skydda från andra djur, som till exempel en prärievarg och hans son.

## Om filmen
Prärievargen som förekommer i filmen fanns tidigare med i tre tidigare Pluto-kortfilmer; Pluto som vallhund från 1945, Pluto vaktar får från 1949 och Pluto som hönsvaktare från 1950, samma år som denna film kom ut.

### Svenska visningar
Filmen hade svensk biopremiär den 12 februari 1952 och visades på biografen Spegeln i Stockholm.
Filmen hade svensk nypremiär den 28 november 1955 på Sture-Teatern som också ligger i Stockholm och ingick i ett kortfilmsprogram; Kalle Anka bjuder på en fest tillsammans med kortfilmerna Kalle Ankas förbjudna frukt, Jan Långben bland indianer, Kalle Ankas flygande ekorre, Kalle Anka och spargrisen och Kalle Anka som jultomte.

## Rollista
- Pinto Colvig – Pluto[8]